# Terremoto de Satipo de 1947
El terremoto de Satipo de 1947 ocurrió el 1 de noviembre de 1947 a las 09:58 hora local con epicentro en la selva amazónica peruana en el Departamento de Junín. El terremoto tuvo una magnitud de momento estimada de 7,7 y una profundidad focal superficial de 20 km.
El sismo produjo de 45 a 60 segundos de sacudidas violentas del suelo en el Departamento de Junín y fue sentido por muchas personas en un área de 1,3 millones de kilómetros cuadrados. Se asignó una intensidad máxima de Mercalli modificada de VIII a IX a un área estimada en 4.000 km². La aceleración máxima del suelo se calculó en 309 mm/s² en Satipo, con base en la evaluación del daño a un pilar de ladrillo. En la ciudad de Lima, a 240 km del epicentro, el sismo provocó sacudidas leves a débiles correspondientes a IV o III.
Un reconocimiento aéreo sobre el área afectada encontró una gran cantidad de derrumbes de pequeña escala y vegetación destruida cerca del río Satipo. Partes de una carretera quedaron enterradas bajo los escombros del deslizamiento de tierra. Aproximadamente 2.233 personas en la provincia de Satipo perdieron la vida durante el terremoto.
El terremoto destruyó o dañó seriamente el 63% de todas las casas construidas con adobe en La Merced. Otro 36% de las viviendas sufrió daños moderados, mientras que el 1% restante no sufrió daños. La mayoría de las casas de hormigón armado resistieron las sacudidas del terremoto, aunque algunas se agrietaron. Al menos la mitad de todos los edificios de piedra caliza fueron destruidos. En Satipo, el terremoto derrumbó todo un complejo escolar.